# Johnny Dyer
Pour les articles homonymes, voir Dyer.
Pas d'image ? Cliquez ici

a Compétitions nationales et continentales officielles uniquement.

b Matchs officiels uniquement.
Dernière mise à jour le 30 août 2024.
Johnny Dyer, né le 6 février 1992 à Sydney (Australie), est un joueur international fidjien de rugby à XV jouant aux postes de deuxième ligne ou troisième ligne au Biarritz olympique depuis 2020.

## Biographie
Johnny Dyer naît le 6 février 1992 à Sydney en Australie.

### Carrière en club
Johnny Dyer commence la pratique du rugby à XV à l'école primaire et connaît ses premières sélections avec l'équipe des Fidji des moins de 18 ans puis des moins de 20 ans puis travaille dans la mine d'or Vatukoula.
Après un passage en Nouvelle-Zélande à South Canterbury en 2016, il rejoint l'équipe des Fijian Drua en National Rugby Championship. Après avoir été remarqué lors d'un match contre les Barbarians britanniques, il rejoint le Racing 92 en novembre 2019 pour compenser le licenciement de Leone Nakarawa. Il n'évolue qu'en Supersevens et à la fin de la saison, il s'engage au Biarritz olympique jusqu'en 2023.
Prolongé en 2023 avec le BO, Johnny Dyer se blesse gravement en août 2024 : victime d'une rupture du tendon d’Achille, il doit déclarer forfait pour l'intégralité de la saison 2024-2025. Il prolonge cependant son contrat jusqu'en 2027 pendant sa convalescence. 

### Carrière internationale
Johnny Dyer joue avec les Fiji Warriors (Fidji A) entre 2016 et 2019, disputant ainsi le Pacific Challenge.
Le 20 juillet 2019, il joue son premier match, non-officiel, avec les Fidji contre l'équipe des Māori All Blacks à Rotorua. En novembre 2019, il est élu homme du match lors de la victoire en Killik Cup contre les Barbarians britanniques.
Il est sélectionné pour disputer la Coupe d'automne des nations à l'automne 2020. Il est titulaire contre la Géorgie, inscrivant un essai.